# Thomas Huber (Maler)

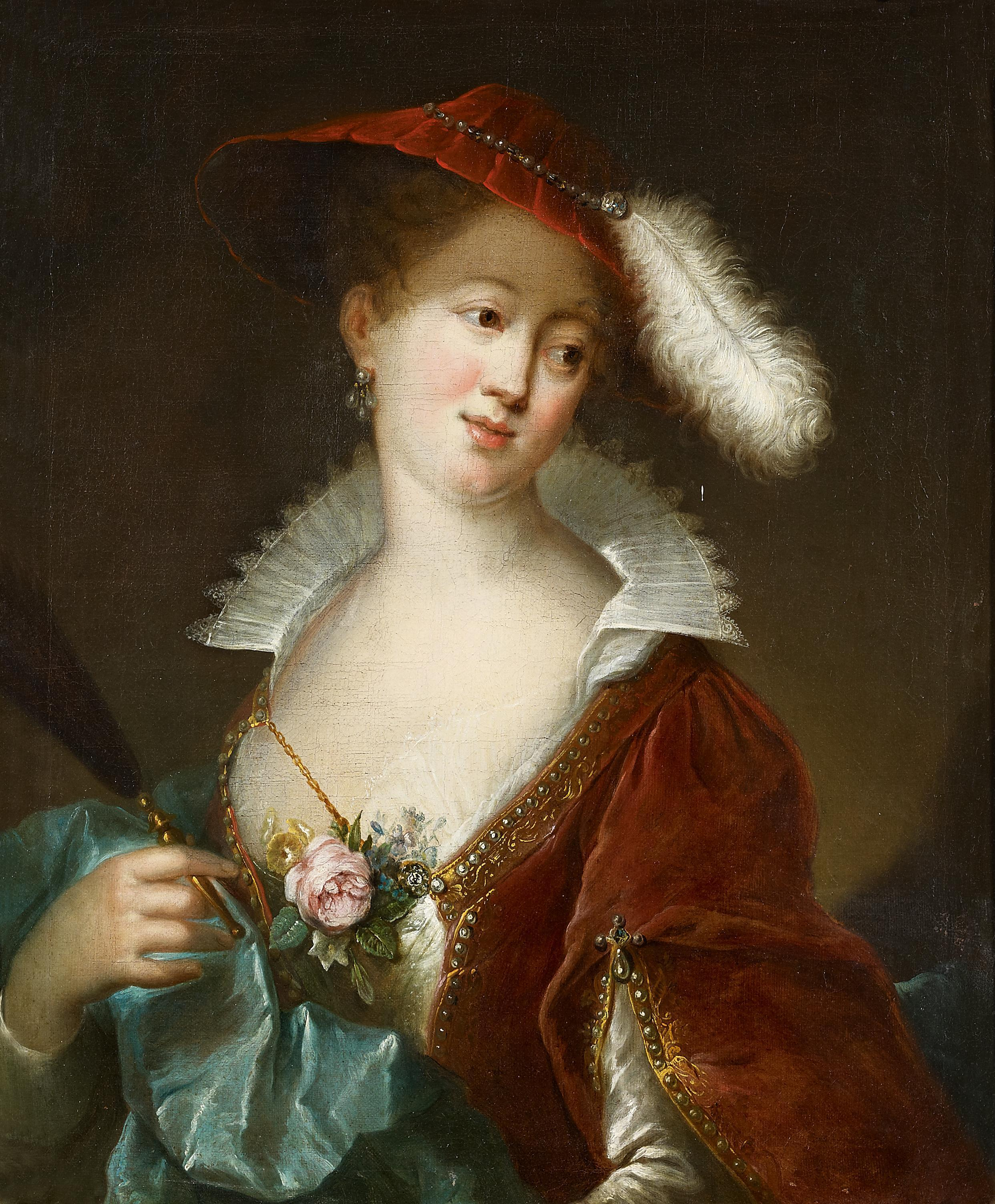
Thomas Huber: Porträt einer Edeldame

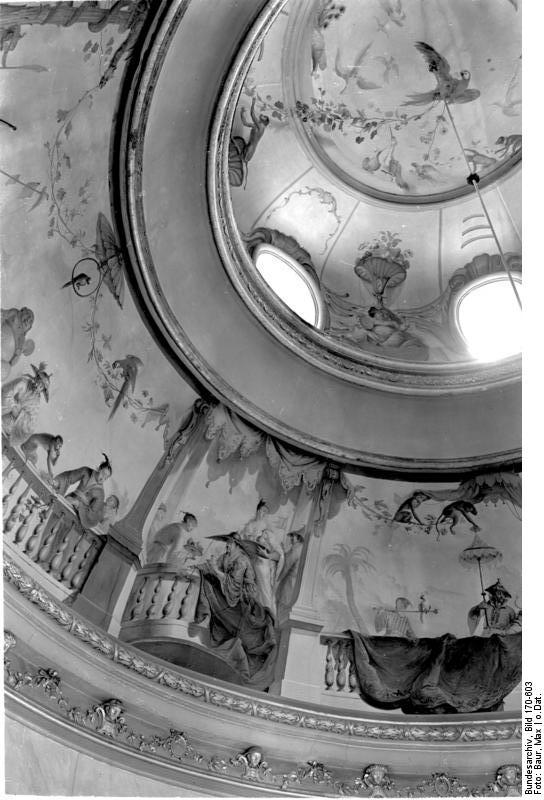
Deckenmalerei im Chinesischen Haus, Park Sanssouci, Potsdam

Thomas Huber (auch: Hubert; * 26. Dezember 1700 auf der Burg Rheinfels bei Sankt Goar; † 1779 in Berlin) war ein deutscher königlicher Hofporträt- und Historienmaler.

## Leben
Huber war der Sohn des aus Bern stammenden Ingenieurleutnants Sigismund Huber (* 1672), mit dem er vermutlich 1714 nach Berlin kam. Der Vater schickte ihn dort zunächst auf die Berliner Akademie. Ab 1716 ging er für  Jahre in die Lehre zu Georg Lisiewski. 1738 war Huber Ehrenmitglied, später Titularrektor der Berliner Akademie. 1739 wurde Huber Hofmaler Friedrich Wilhelms I. von Preußen. Er wohnte in der Leipziger Straße im Haus des Kantors Pochhammer.

## Werk
Huber scheint hauptsächlich Porträts gemalt zu haben, v. a. Angehöriger des Preußischen Herrscherhauses, soll sich nach Heineken aber auch mit Landschaften, Stillleben, Tiermalerei und Historienmalerei befasst haben. Einige seiner Werke hingen im Hohenzollernmuseum im Schloss Monbijou in Berlin und sind vermutlich nach der kriegsbedingten Auslagerung 1945 verschollen oder durch Bombenschäden untergegangen. Sein bekanntestes erhaltenes Werk sind die Deckengemälde im Chinesischen Haus im Park Sanssouci in Potsdam.